# Vasari (liten sjö)
Vasari är en sjö i kommunen Ruokolax i landskapet Södra Karelen i Finland. Arean är 4 hektar och strandlinjen är 1,77 kilometer lång.  Den  ingår i Vuoksens huvudavrinningsområde.  Sjön ligger omkring 58 kilometer nordöst om Villmanstrand och omkring 260 kilometer nordöst om Helsingfors. I sjön finns abborre, gädda, nors, id, sutare och signalkräfta.
Vasari ligger norr om Kalholampi och söder om Korpijärvi. 